# Smörjnippel

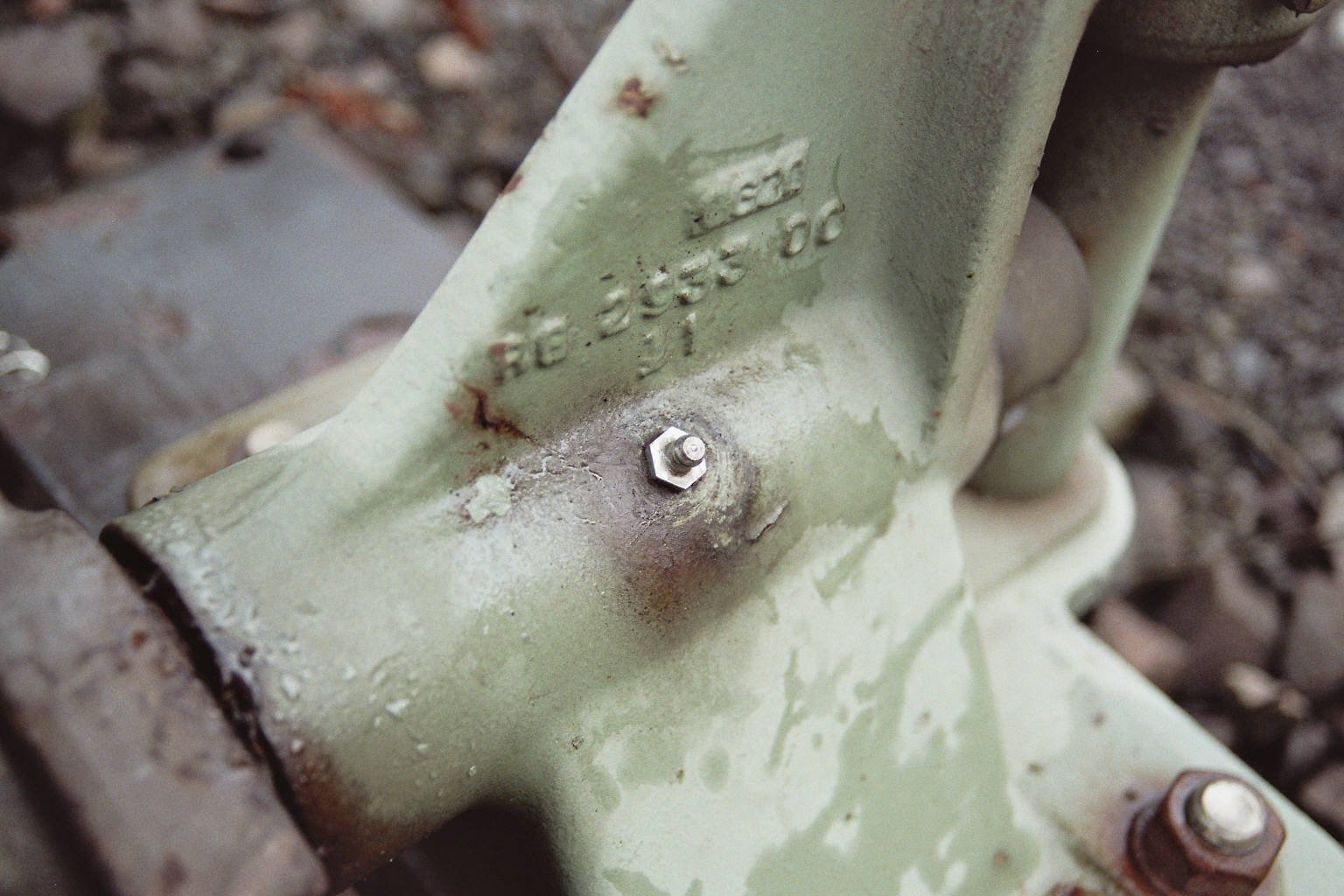
Smörjnippel på ett lager

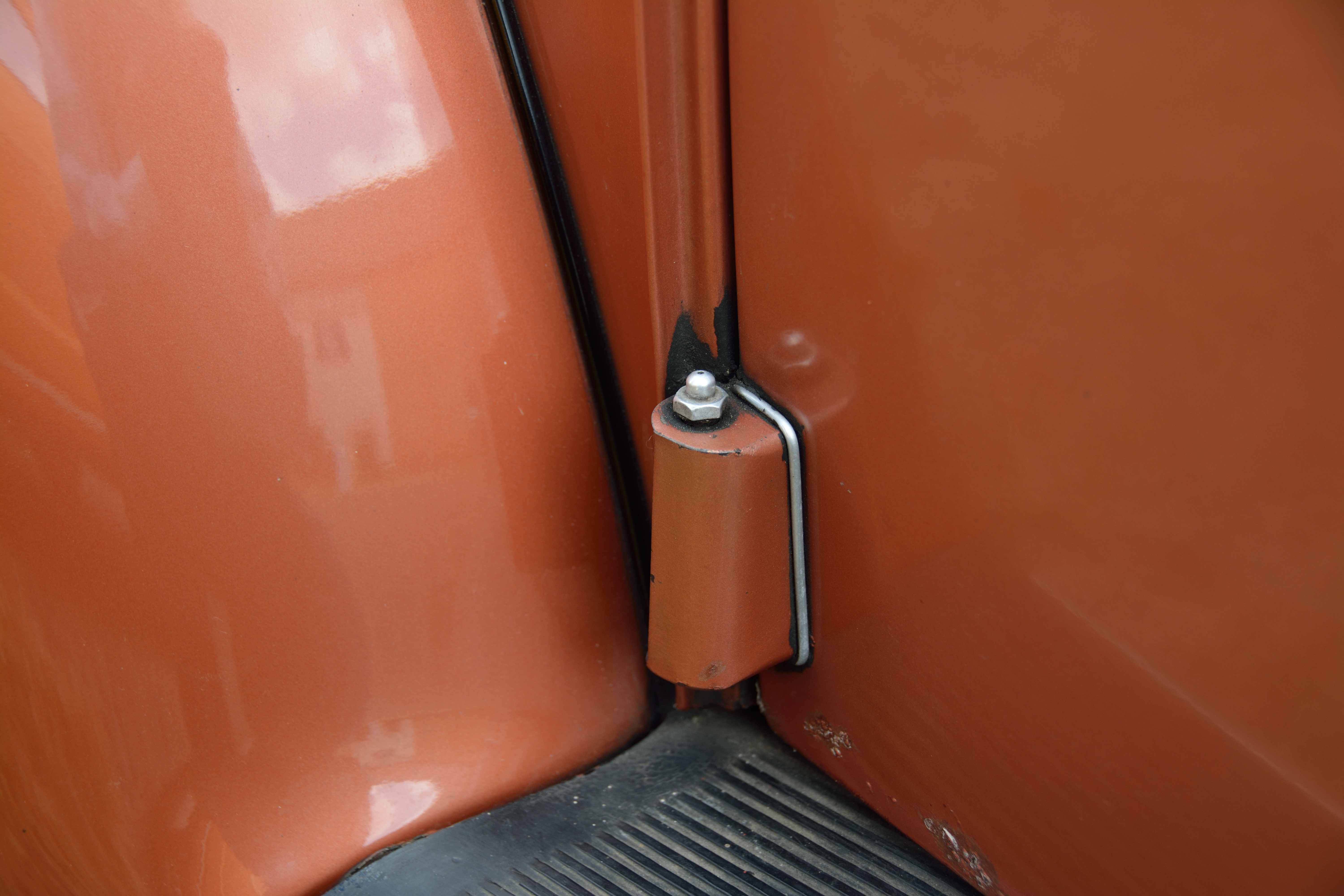
En smörjnippel på dörren till en VW Beetle Cabriolet 1956

Smörjnippel är ett munstycke som medger tillförsel av smörjmedel exempelvis i form av smörjolja eller smörjfett, för att minska friktion, och därmed slitage, i en mekanisk rörelse. Själva smörjnippeln har oftast en inbyggd backventil för att inte släppa tillbaks det inpressade smörjmedlet.
Det finns en mängd olika varianter av smörjnipplars utseende allt efter smörjmedlets egenskaper och smörjverktygens utseende. Smörjnipplar finns i olika storlekar och i raka eller vinklade varianter för praktisk åtkomlighet för smörjning.
Smörjnipplar kan vara inpressade i maskindelarna men olika typer av gängor är den vanligaste fästmetoden, framför allt om smörjnippeln sitter i rörliga maskindelar.

## Användningsområden
Behovet av smörjnipplar var mer utbrett innan det kom smörjfria alternativ som exempelvis engångssmorda kullager eller glidlager utan behov av smörjning. Dessa alternativ är attraktiva då det innebär ett minskat underhållsbehov. På till exempel vanliga bilar fram till cirka 1960-talet fanns det ett stort antal rörliga delar med manuella smörjpunkter som fordrade regelbunden smörjning med avsett smörjmedel, för att inte slitas ned i förtid. Många bensinstationer hade också tillgång till en smörjbrygga för kundservice.
Andra användningsområden förutom att minska friktion kan vara att skydda rörliga delar från att fastna genom yttre påverkan av till exempel vatten, färg eller andra oönskade substanser i modulen.

## Terminologi
En numera vardaglig synonym är den äldre benämningen smörjkopp som egentligen är en behållare för smörjmedel, ofta försedd med garnveke, som kan försörja exempelvis ett lager med olja genom ett rör via kapillärverkan i smörjveken.